# ツール・ド・ポローニュ2006
ツール・ド・ポローニュ2006は、ツール・ド・ポローニュの63回目のレース。2006年9月4日から10日まで行われた。

## 日程
| 区間 | 月日 | スタート － ゴール                  | km    | 区間1位                        | 区間2位                  | 区間3位                        | 総合1位                        |
| ---- | ---- | ----------------------------------- | ----- | ------------------------------ | ------------------------ | ------------------------------ | ------------------------------ |
| 1    | 9/4  | プトゥスク - オルシュティン         | 214.0 | マックス・ファンヘースウェイク | ファブリツィオ・ギディ   | ワウテル・ウェイラント         | マックス・ファンヘースウェイク |
| 2    | 9/5  | オストルダ - エルブロンク           | 123.0 | ダニエーレ・ベンナーティ       | ワウテル・ウェイラント   | ホセ・ホアキン・ロハス         | ワウテル・ウェイラント         |
| 3    | 9/6  | グダニスク - トルニ                 | 225.0 | ファブリツィオ・ギディ         | ダニエーレ・ベンナーティ | コルド・フェルナンデス         | ファブリツィオ・ギディ         |
| 4    | 9/7  | ブィドゴシュチュ - ポズナニ         | 183.0 | ダニエーレ・ベンナーティ       | ファブリツィオ・ギディ   | セバスティアン・シャヴァネル   | ダニエーレ・ベンナーティ       |
| 5    | 9/8  | レグニツァ - イェレニア・グラ       | 192.0 | ステファヌ・オジェ             | アーロン・オルセン       | マックス・ファンヘースウェイク | ダニエーレ・ベンナーティ       |
| 6    | 9/9  | シュチャヴノ・ズドルイ - カルパチュ | 162.0 | シュテファン・シューマッハー   | ファビアン・ヴェークマン | カデル・エヴァンス             | シュテファン・シューマッハー   |
| 7    | 9/10 | イェレニア・グラ - カルパチュ       | 126.0 | シュテファン・シューマッハー   | ヴィンチェンツォ・ニバリ | カデル・エヴァンス             | シュテファン・シューマッハー   |

## 総合成績
| 順位 | 選手名                       | 国籍           | チーム                   | 時間           |
| ---- | ---------------------------- | -------------- | ------------------------ | -------------- |
| 1    | シュテファン・シューマッハー | ドイツ         | ゲロルシュタイナー       | 31時間09分41秒 |
| 2    | カデル・エヴァンス           | オーストラリア | ダヴィタモン・ロット     | + 18秒         |
| 3    | アレッサンドロ・バッラン     | イタリア       | ランプレ・フォンディタル | + 31秒         |
| 4    | マレク・ルトキエヴィッチュ   | ポーランド     | インテル・アクション     | + 31秒         |
| 5    | アレクサンドル・コロブネフ   | ロシア         | ラボバンク               | + 39秒         |
| 6    | アレクサンドル・ボチャロフ   | ロシア         | クレディ・アグリコル     | + 40秒         |
| 7    | クリスティアン・モレーニ     | イタリア       | コフィディス             | + 45秒         |
| 8    | ヴィンチェンツォ・ニバリ     | イタリア       | リクイガス               | + 52秒         |
| 9    | マルツィオ・ブルセギン       | イタリア       | ランプレ・フォンディタル | + 56秒         |
| 10   | レオナルド・ベルタニョッリ   | イタリア       | コフィディス             | + 1分01秒      |

- 山岳賞 - バルトシュ・フザルスキ
- ポイント賞 - ワウテル・ウェイラント